# Philippe Labbé
Philippe Labbé (ur. 10 lipca 1607 w Bourges, zm. 16 lub 17 marca 1667 w Paryżu) – francuski historyk, jezuita. 
W 1623 wstąpił do zakonu jezuitów. Autor 75 prac z zakresu historii Kościoła. Zebrała akta wszystkich soborów i synodów do 1417. 

## Wybrane publikacje
- Tirocinium Linguæ Græcæ etc. (1648)
- La Géographie royale (1646)
- De Byzantinæ historiæ scriptoribus, etc. (1648)
- Concordia sacræ et profanæ chronologiæ annorum 5691 ab orbe condito ad hunc Christi annum 1638 (1638)
- Bibliotheca antijanseniana (1654)
- Bibliotheca bibliothecarum (1664)
- Sancrosancti Oecumenici Tridentini Concilii . . . canones et decreta (1667)
- Sacrosancta concilia ad regiam editionem exacta (współautor: Gabriel Cossart)